# Pseudohutsonia
Pseudohutsonia is een geslacht van uitgestorven kreeftachtigen uit de klasse van de Ostracoda (mosselkreeftjes).

## Soorten
- Pseudohutsonia hebridica Whatley, 1970 †
- Pseudohutsonia subtilis (Oertli, 1959) Wienholz, 1967 †
- Pseudohutsonia tuberosa Wienholz, 1967 †